# PET-MRI

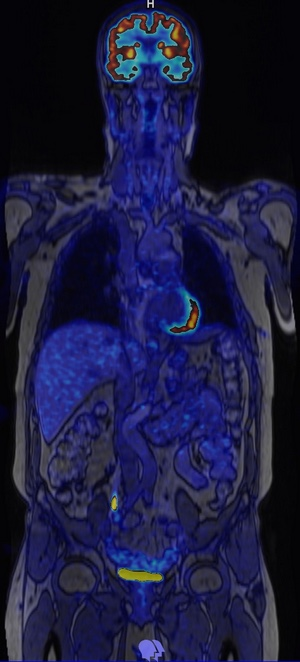
Obraz PET-MRI uzyskany na aparacie Siemens Biograph mMR 3T

PET-MRI, PET-MR, PET-RM – metoda obrazowania medycznego przy jednoczesnym zastosowaniu pozytonowej tomografii emisyjnej (PET) i rezonansu magnetycznego (MRI, MR, RM). Dostarcza informacji anatomicznej, czynnościowej i metabolicznej. Badanie PET-MRI jest niezwykle przydatne w celu wczesnego wykrywania i leczenia szeregu chorób.

## Zasada metody
Badanie PET polega na rejestracji promieniowania powstałego podczas anihilacji pozytonów. Ich źródłem jest podany pacjentowi radiofarmaceutyk, czyli fludeoksyglukoza połączona z pierwiastkiem promieniotwórczym (izotopem ulegającym ciągłemu rozpadowi). Stosowany fluor-18 ma krótki czas połowicznego rozpadu (110 minut), przez co większość promieniowania powstaje w trakcie badania. W wyniku rozpadu powstają pozytony, które niemal natychmiast anihilują, tworząc dwa fotony o długości znacznie mniejszej niż światło widzialne. Promieniowanie to jest przenikliwe i rejestrują je detektory rozmieszczone wokół badanego ciała. Miejsca chorobowo zmienione stają się widoczne, ponieważ mają inny metabolizm i mogą powodować zwiększone gromadzenie się radiofarmaceutyku. Za pomocą zaawansowanych algorytmów możliwe jest uzyskanie obrazu trójwymiarowego „świecenia” różnych tkanek w ciele pacjenta. Z kolei dzięki badaniu RM uzyskuje się trójwymiarowe obrazy struktur anatomicznych. Powstałe obrazy oraz PET nakłada się na siebie i uzyskuje obraz fuzyjny PET-MRI, dostarczający cennych informacji klinicznych. Do prezentacji wyników stosuje się różne palety barw.

Przykładowy obraz klatki piersiowej z widocznym ogniskiem nowotworowym w lewym płucu
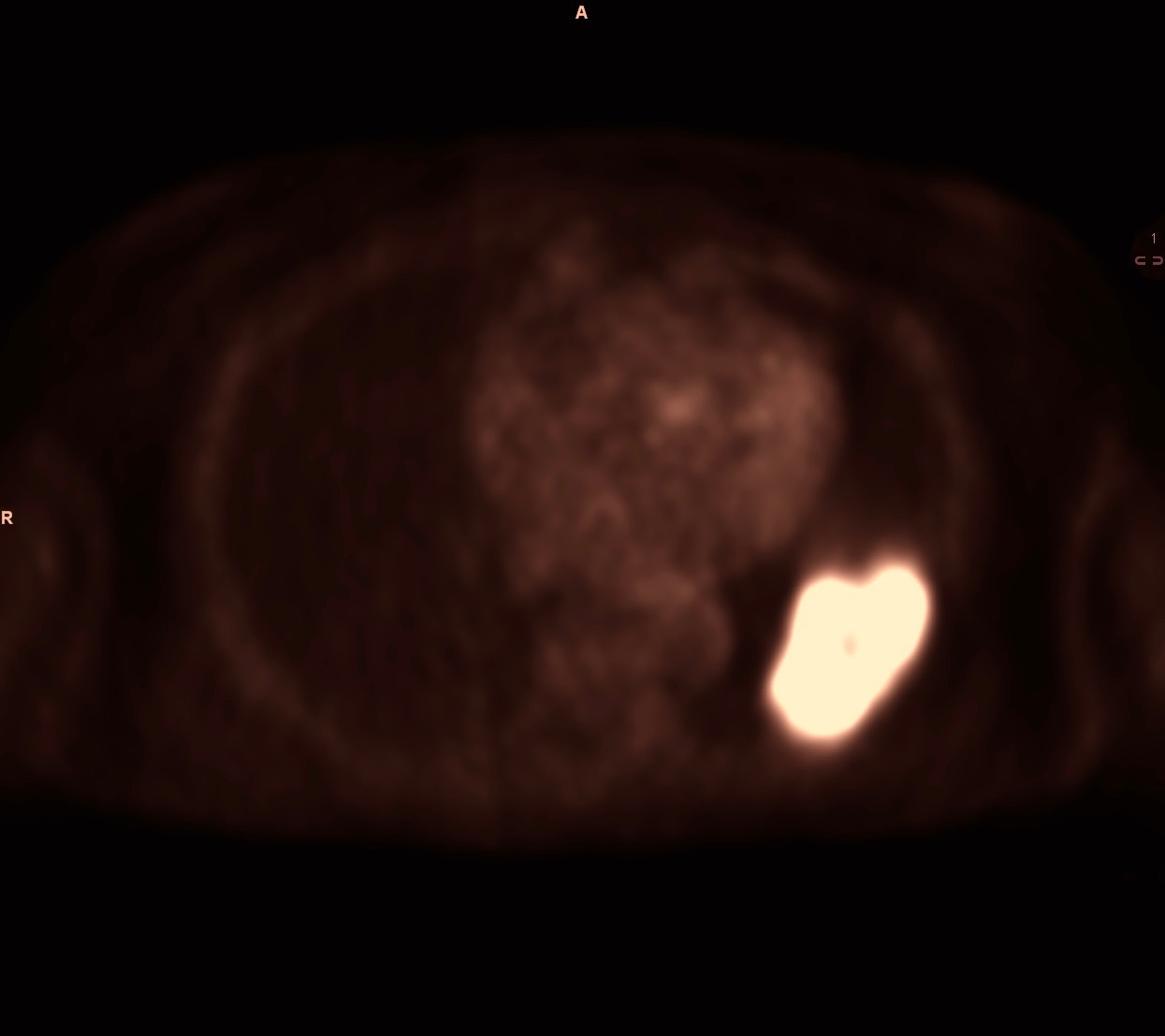
PET
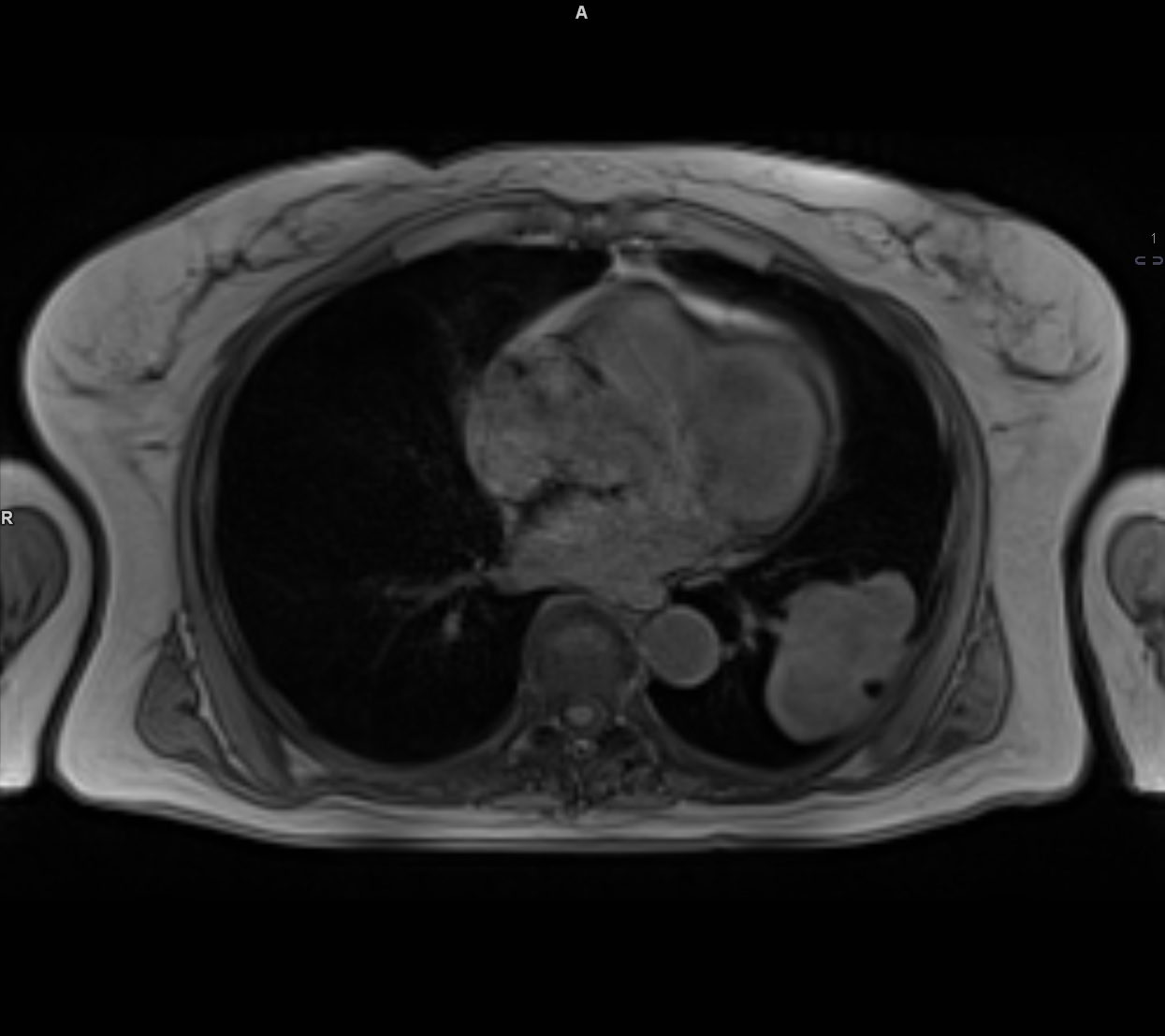
MRI
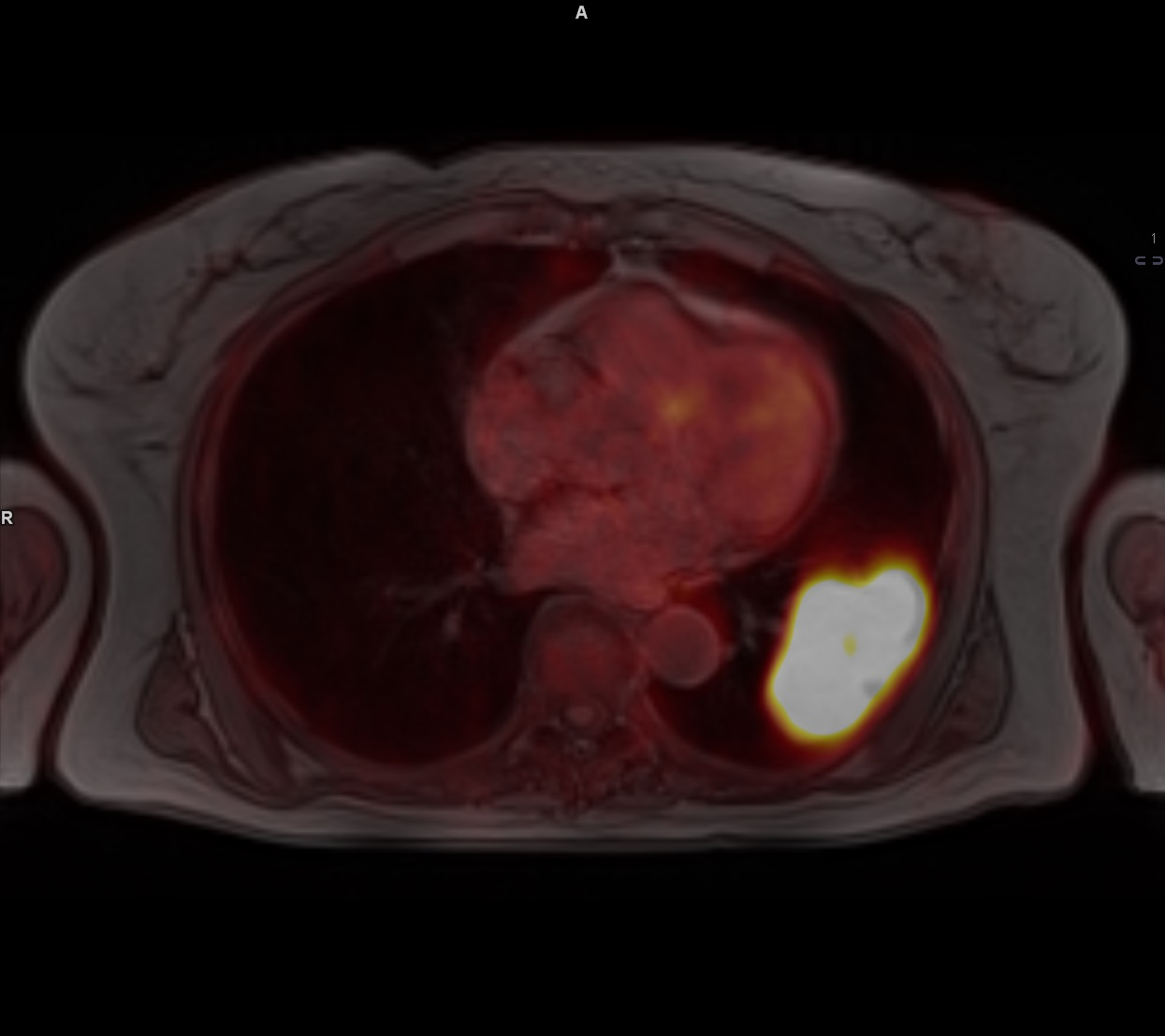
PET-MRI

## Lista ośrodków PET-MRI w Polsce
- BioSkaner, Uniwersytet Medyczny w Białymstoku[1]
- Centrum Onkologii im. prof. Franciszka Łukaszczyka w Bydgoszczy[2]